# Kabinetsformatie Nederland 1998

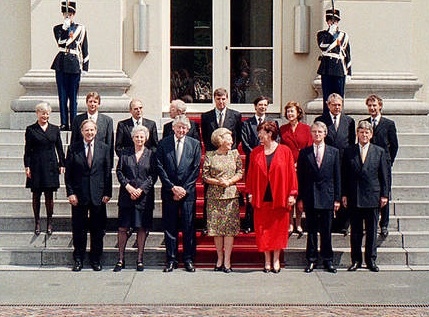
Bordesscène van de ministers van kabinet-Kok II na de beëdiging.

De formatie van het Nederlandse kabinet in 1998 begon na de verkiezingen van 6 mei 1998. Het eerste paarse kabinet-Kok I, bestaande uit PvdA (37 zetels), VVD (31) en D66 (24), haalde de eindstreep van 4 jaar na de vorige verkiezingen van 3 mei 1994. De twee grootste coalitiepartijen werden beloond voor de afgelopen regeerperiode: de PvdA steeg naar 45 zetels en de VVD naar 38. De kleinste coalitiepartner, D66, werd echter afgestraft en zakte van 24 naar 14 zetels.

## Achtergrond

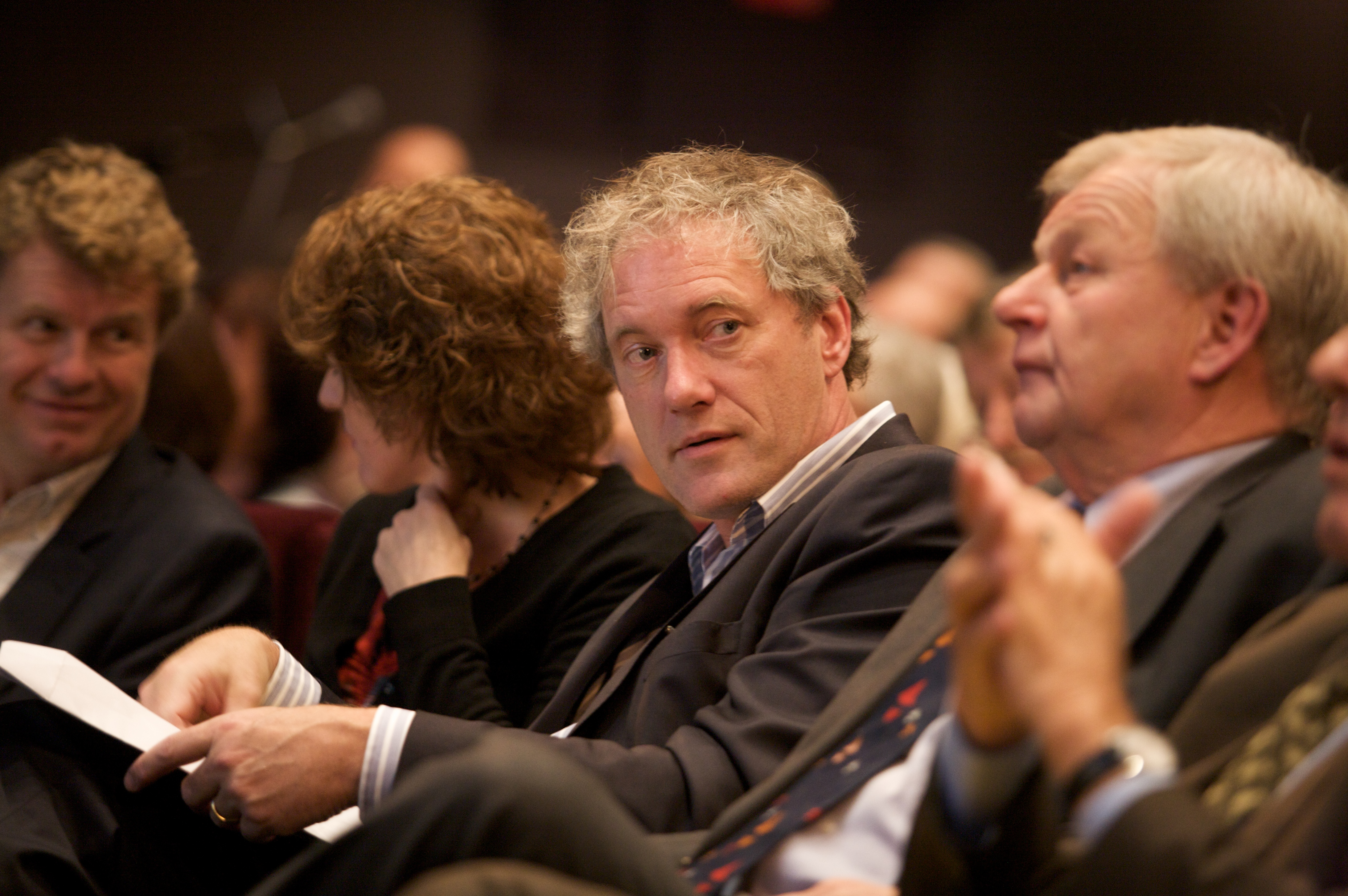
D66-leider Thom de Graaf (2009).

Het verlies van D66 kwam niet onverwacht; bij de gemeenteraadsverkiezingen eerder dat jaar hield de partij omgerekend 8 van de 24 Kamerzetels over. Lijsttrekker Els Borst liet weten dat haar partij niet aan een volgend kabinet zou deelnemen als de Democraten minder dan 10 Kamerzetels zouden halen. Volgens de peilingen zouden de PvdA en VVD samen misschien niet eens 75 zetels halen en dus D66 nodig hebben. Uiteindelijk viel de uitslag voor alle regeringspartijen erg mee: D66 krabbelde van 8 virtuele zetels terug naar 14, terwijl de PvdA en VVD zelfs groeiden en samen op 83 kwamen. Hoewel D66 ten opzichte van 1994 2/5 van haar zetels verloor, werd de totale coalitiemeerderheid van 92 met 5 zetels vergroot naar 97. Doorregeren lag ook voor D66 voor de hand. Daarbij wilde de partij wel duidelijker haar stempel op het kabinetsbeleid zetten om de kiezer te bewijzen dat zij mede verantwoordelijk was voor het succes van de vorige regeerperiode en meer belangrijke programmapunten, vooral betreffende bestuurlijke vernieuwing, kon realiseren in de volgende. Ze wist echter ook dat al te grote eisen ertoe zouden kunnen leiden dat de sociaaldemocraten en liberalen haar zouden lossen, omdat zij samen sterk genoeg waren om zonder D66 verder te besturen.
D66-fractievoorzitter en onderhandelaar Thom de Graaf noemde de kwestie van de gekozen burgemeester 'een punt van eminent belang' (hoewel geen 'breekpunt'); het feit dat burgemeesters (en commissarissen van de koningin) door de koningin worden benoemd in plaats van een democratisch mandaat hebben, was de Democraten een doorn in het oog. Voor de maatregel zou een Grondwetswijziging nodig zijn. De VVD zag het niet zitten, maar de PvdA voelde er wel voor. Een andere kwestie was het correctief referendum, waarmee D66 de invloed van de burgers op politieke besluitvorming wilde vergroten. Ondanks weerstand van de VVD werd ook dit in het regeerakkoord opgenomen.

## Informateur De Vries
Eerst leidde informateur Klaas de Vries (PvdA) de onderhandelingen 6 dagen.

## Informateurs Kok, Zalm en Borst
Daarna namen de informateurs Wim Kok (PvdA), Gerrit Zalm (VVD) en Els Borst (D66) het over voor 68 dagen.

## Formateur Kok
Ten slotte rondde formateur en beoogd premier Wim Kok de laatste 15 dagen af en kon het kabinet-Kok II op 3 augustus aantreden. De formatie duurde in totaal 89 dagen.

## Analyse
Tijdens deze kabinetsformatie nam de rol van de informateurs toe ten koste van de formateur, stelde PvdA-fractievoorzitter en onderhandelaar Jacques Wallage achteraf vast. Hij betreurde dit 'democratisch tekort', omdat de informateur geen verantwoording hoefde af te leggen aan de Tweede Kamer, zoals de formateur. Wel voorspelde hij een succesvolle voortzetting van de samenwerking tussen de drie partijen, die opnieuw de rit zouden uitzitten (tot mei 2002). Het CDA was volgens hem getalsmatig noch inhoudelijk een alternatief: "De christen-democratie slaagt er tot dusverre niet in een moderne visie op haar eigen identiteit te formuleren. Daarom zal zij niet gauw haar oude sterkte terugwinnen."